# Борисов, Юрий Фёдорович
Юрий Федорович Борисов (15 июня 1925 г., Ленинград — 19 октября 2007 г., Новосибирск) — советский и российский математик. Доктор физико-математических наук, профессор, известный специалист в области геометрии, ученик и друг великого геометра XX века академика Александра Даниловича Александрова. Заведующий кафедрой геометрии и топологии (1980—1992) Новосибирского государственного университета (Академгородок). Ведущий научный сотрудник Института математики им. С. Л. Соболева Сибирского отделения Российской Академии наук.

## Биография
Ю. Ф. Борисов пережил блокаду Ленинграда. Окончил математико-механический факультет Ленинградского государственного университета в 1948 году. Защитил кандидатскую диссертацию в Ленинграде в 1950 году, а в 1962 году — докторскую диссертацию . С 1950 по 1964 гг. он работал в Ленинградском государственном университете. В 1964 переехал в Новосибирск вслед за своим учителем.
Читал лекции по математическому анализу на мехмате НГУ (для механиков), по дифференциальной, аналитической и римановой геометрии.
Всегда интересовался философией, выступал с интересными докладами.

## Научные исследования
Профессор Борисов внес свой заметный вклад в развитии теории двумерных многообразий ограниченной кривизны, введенных в геометрию выдающимся российским математиком, геометром, академиком Александром Даниловичем Александровым. Эта теории известна сейчас как пространства Александрова; именно она способствовала успеху Григория Перельмана в решении проблемы Пуанкаре.
Вспоминая  Ю.Ф. Борисова, профессор С. С. Кутателадзе отмечал его вклад в математику и в её преподавание, считая, что учёный Борисов : 
представлял научную традицию Древней Эллады, возрожденную в России в геометрической школе его старшего друга и учителя Александра Даниловича Александрова. 

Значимы исследования Ю. Ф. Борисова, относящиеся к теории параллельного переноса вдоль спрямляемой кривой на произвольной гладкой поверхности. Полученный результат, касающийся параллельного переноса вдоль кривых на сфере, был распространен им также на случай кривых в произвольном римановом пространстве.
Изучая поверхности, определяемые посредством функций, первые производные которых удовлетворяют условию Гёльдера с показателем α, Ю. Ф. Борисов показал, что известные результаты теории Нэша — Кёйпера об изометрических вложениях римановых пространств в n-мерное евклидово пространство верны при показателе Гёльдера α < 1/13 , а при α > 2/3 справедливы выводы классической дифференциальной геометрии. В частности, в этом случае верна теорема о неизгибаемости сферы. На протяжении десятков лет Юрий Федорович пытался доказать, что граница, отделяющая эти два утверждения, проходит через показатель α = 1/2. Однако это остается недоказанным до сих пор.
Очень важны исследования Ю. Ф. Борисова, относящиеся к хроногеометрии, то есть к аксиоматической теории относительности. Два введенные им постулата говорят о том, что действует либо классическая механика Ньютона, либо специальная теория относительности Эйнштейна. Нужно отметить, что для Ю.Ф.Борисова было аксиомой, что исходным понятием при аксиоматизации теории относительности является Мир событий Минковского, объединящий в единое целое пространство и время. 
Первый, полученный Ю.Ф.Борисовым (1960), результат - это теорема, говорящая, что любое биективное отображение, сохраняющее изотропность векторов в псевдоевклидовом пространстве любой размерности и сигнатуры, является аффинным. Эта теорема обобщала знаменитую теорему Александрова-Овчинниковой (1953), которая говорила об аффинности таких отображений для 4-мерных лоренцевых пространств, и тем самым решался вопрос о сущности преобразований Лоренца. Ранее все исследователи предполагали, что отображения, сохраняющие изотропность векторов, являются непрерывными. 

Ю. Ф. Борисов подготовил 7 кандидатов и одного доктора физико-математических наук. 